# Vlag van Beemster

Vlag van de gemeente Beemster (1961-2022)
Streekvlag van Beemster sinds 2022

De vlag van de gemeente Beemster  is op 20 december 1961 ingesteld als gemeentevlag. De vlag is naar aanleiding van het 350-jarig bestaan van de droogmakerij de Beemster ontworpen door Klaes Sierksma van de Stichting voor Banistiek en Heraldiek. De kleuren van de vlag zijn afkomstig van het gemeentewapen.
De officiële beschrijving van de vlag luidt als volgt:
Rechthoekig, bestaande uit vier horizontale banen van gelijke hoogte, in de kleuren van boven naar beneden: rood, groen, geel en blauw
De vier banen zijn van gelijke hoogte, de kleuren staan symbool voor:
De rode zon, het groene land, het gele graan en het blauwe water. 
Op 1 januari 2022 is Beemster opgegaan in de gemeente Purmerend, waarmee de vlag als gemeentevlag kwam te vervallen.
Ook na de gemeentelijke herindeling wordt de vlag in het landstreek Beemster nog veel gebruikt.

## Verwante afbeelding

Het wapen van Beemster

Akersloot
· Andijk
· Anna Paulowna 
· Assendelft 
· Beemster 
· Bennebroek 
· Blokker 
· Broek in Waterland 
· Bussum 
· Callantsoog 
· Edam 
· Egmond 
· Egmond aan Zee 
· Egmond-Binnen 
· Graft-De Rijp 
· 's-Graveland 
· Haarlemmerliede en Spaarnwoude 
· Harenkarspel 
· Heerhugowaard 
· Hensbroek 
· Hoogwoud 
· Ilpendam 
· Jisp 
· Krommenie 
· Langedijk 
· Limmen 
· Marken 
· Midwoud 
· Monnickendam 
· Muiden 
· Naarden 
· Nederhorst den Berg 
· Nibbixwoud 
· Niedorp 
· Noorder-Koggenland 
· Obdam 
· Opperdoes 
· Schermer 
· Schermerhorn 
· Schoorl 
· Sint Maarten 
· Terschelling 
· Terschelling en Vlieland 
· Twisk 
· Venhuizen 
· Vlieland 
· Warmenhuizen
· Weesp
· Wervershoof 
· Wester-Koggenland 
· Westwoud 
· Westzaan 
· Wieringen 
· Wieringermeer 
· Wijdewormer 
· Wognum 
· Wormer 
· Wormerveer 
· Zaandam 
· Zaandijk 
· Zeevang 
· Zijpe